# Theodore Newton Vail
Theodore Newton Vail (16 de julho de 1845 - 16 de abril de 1920) foi um estadunidense fabricante de telefones.
Foi o presidente e fundador da American Telephone and Telegraph Company (AT&T) em 1885.